# Ситало, Сергей Владимирович
Серге́й Влади́мирович Сита́ло (укр. Сергій Володимирович Сітало; род. 20 декабря 1986, Магадан) — украинский футболист, вратарь

## Карьера
Начал карьеру в «Днепре-2», в котором сыграл только один матч, 23 апреля 2004 года против клуба «Сумы». Следующим клубом стал киевский «Арсенал», но в нём он не провёл ни одного матча и перешёл в «Сталь» из Днепродзержинска, в составе которой, 19 июля 2007 года в матче против МФК «Николаев», он сыграл свой первый матч в основе на уровне Первой лиги. 4 мая 2008 года он дебютировал в составе «Шахтёра» из Свердловск в матче против армянского «Титана». Вскоре он перешёл в «Сталь» из Алчевска, в которой он дебютировал 30 августа 2009 года в матче против ахтырского «Нефтяника», в целом проведя в составе этого клуба 29 матчей.
В январе 2011 года прибыл на просмотр в симферопольскую «Таврию». 21 февраля 2011 года заключил с «Таврией» контракт на два года с возможной пролонгацией ещё на год. 4 ноября 2011 года дебютировал за симферопольскую «Таврию» в Премьер-лиге.
В сентябре 2014 года подписал контракт с «Десной» из Чернигова. 13 сентября 2014 года, дебютировал за новую команду, отыграв на ноль в матче против клуба «Горняк-Спорт». 17 января 2016 года стало известно, что контракт Сергея с «Десной» был разорван по согласию сторон.
С марта 2016 года по январь 2019 года Сергей Ситало играл за киевский «Арсенал».

## Семья
Женился Сергей 17 декабря 2011 года, супруга — Дарья, по профессии — экономист.

## Достижения
- Чемпион первой лиги Украины: 2017/18
- Серебряный призёр первой лиги Украины: 2018/19
- Бронзовый призёр первой лиги Украины: 2009/10